# 謝耀漢訴香港特別行政區護照上訴委員會及另一人案
謝耀漢訴香港特別行政區護照上訴委員會及另一人案是香港特別行政區高等法院原訟法庭和上訴法庭處理的案件。該案是香港特別行政區處理的第一宗涉及《中華人民共和國國籍法》和《全國人民代表大會常務委員會關於〈中華人民共和國國籍法〉在香港特別行政區實施的幾個問題的解釋》的案件。該案件中的“另一人”是入境事務處處長，其承擔著受理香港特別行政區護照申請和簽發護照的職能。由於香港實施普通法，該案在香港具有判例法地位。

## 歷史背景
香港回歸前，大量香港居民具有英國屬土公民（BDTC）國籍，這與《中華人民共和國國籍法》所述的不承認雙重國籍有所衝突。而1990年英國國籍（香港）法案，即居英權計劃又為香港引入了數量可觀的英國公民（British Citizen, BC）。六四事件后香港爆發移民潮，許多港人持有加拿大、美國、澳大利亞等國的護照。因應香港回歸帶來的國籍衝突和移民潮問題，全國人民代表大會常務委員會頒佈了《全國人民代表大會常務委員會關於〈中華人民共和國國籍法〉在香港特別行政區實施的幾個問題的解釋》，力圖在法律上達成解決方案。

## 《解釋》的模糊性
《中華人民共和國國籍法》爲了消除雙重國籍，在其第九條做出如下規定：
定居外國的中國公民，自願加入或取得外國國籍的，即自動喪失中國國籍。——《中華人民共和國國籍法》第九條
《人大解釋》的目標就是消除這些規定對香港的不利影響。由於北京的官方立場是不承認雙重國籍，而《解釋》的目標是為雙重國籍創造空間，解釋中有許多模糊的術語。
一、凡具有中国血统的香港居民，本人出生在中国领土（含香港）者，以及其他符合《中华人民共和国国籍法》规定的具有中国国籍的条件者，都是中国公民。
二、所有香港中国同胞，不论其是否持有“英国属土公民护照”或者“英国国民（海外）护照”，都是中国公民。自1997年7月1日起，上述中国公民可继续使用英国政府签发的有效旅行证件去其他国家或地区旅行，但在香港特别行政区和中华人民共和国其他地区不得因持有上述英国旅行证件而享有英国的领事保护的权利。 
四、在外国有居留权的香港特别行政区的中国公民，可使用外国政府签发的有关证件去其他国家或地区旅行，但在香港特别行政区和中华人民共和国其他地区不得因持有上述证件而享有外国领事保护的权利。——全国人民代表大会常务委员会关于《中华人民共和国国籍法》在香港特别行政区实施的几个问题的解释
例如，第四條以“在外國有居留權”“有關證件”替代了“有外國國籍”“外國護照”等詞語。但最模糊的词语是“香港中國同胞”（包括第四条的“香港特别行政区的中国公民”），而有关詞語的解釋是本案的焦點。
原訟法庭的判決書載明了對該詞的疑惑和爭端：
 41. “同胞”是普遍用語，指具有相同血緣的人（見李偉民主編的《法學辭海》或同一國家的人（見1989年版《辭海》（上））。因此有中國血統的人都可以統稱為中國同胞。
42. 但“該解釋”中的香港中國同胞是否泛指和香港有任何關係或曾有任何關係及有中國血統的人，或指某類特定人士？

43. “香港中國同胞”應包括那一類人士，是本案要解決之重點。 
入境處處長的代表大律師試圖解釋該詞，但不爲法庭認可：
  45. 代表入境處處長的郭律師指稱“香港中國同胞”是指“香港中國公民”，只不過是從修辭或語法之角度來看，“香港中國公民”都是“中國公民”，實有些不倫不類，故“該解釋”才寫成“香港中國同胞”都是“中國公民”。
46. 上述陳述說服力不強，亦令“該解釋”變得全無意義。但本席認為解決本案之重點，無須就該陳述作出裁定。 

## 謝耀漢案

### 香港特別行政區護照
本案牽涉特區護照的申請。《香港特別行政區護照條例》（香港法例第539章）訂明申請特區護照的條件是：
3. 護照的發出
（1）在符合本條例的規定下，處長可應要求發出護照的申請而發出護照予申請人。
（2）除非申請人符合以下所有條件，否則處長不得發出護照——
（a）他是中國公民；
（b）他是香港特別行政區永久性居民；及

（c）他是有效的《人事登記條例》（第177章）第1A條所界定的永久性居民身分證的持有人。

### 當事人的背景
謝耀漢父母在香港出生，是香港永久性居民。1981年他們定居德國。1985年10月申請人在德國出生。在英國駐德國杜塞尔多夫（Duesseldorf）領事館登記出生。申請人其後獲發英國屬土公民護照，確認他的香港永久性居民身分。1990年申請人父母獲准歸化德國籍，由於他們同時替當時只有五歲的申請人申請入籍德國，申請人也跟隨父母成為德國公民。謝耀漢於1998年8月6日獲得香港特區護照。 1999年4月16日入境處處長通知申請人的母親鄭愛群女士，要註銷申請人的香港特區護照，原因是申請人申請香港特區護照時，已取得德國國籍，根據《中國國籍法》，申請人已自動喪失中國國籍，不再是中國公民，不符合領取香港特區護照的資格。 
法庭關於《中華人民共和國國籍法》第九條是否適用於謝耀漢，即謝耀漢五歲時在德國定居並加入德國國籍是否導致其自動喪失中國國籍，做出了爭論。

### 原訟法庭論點
代表當事人的潘大律師稱：
36. 代表耀漢的潘大律師陳述時指出，根據《中華人民共和國憲法》第六十七條，人大常委會不單有權解釋法律，更有權在全國人民代表大會閉會期間，對全國人民代表大會制定的法律進行部分補充和修改。
37. 他指稱“該解釋”事實上已經對《中國國籍法》第九條作出了修改，令該條例失去效力。
39. 潘大律師指出“該解釋”第二條列明：「所有香港中國同胞不論其是否持有“英國屬土公民護照”或是“英國國民（海外）護照”都是中國公民。」

40. 潘大律師強調耀漢具有中國血統，持有香港永久性居民身分及回鄉證，擁有香港特區居留權，而父母亦是香港特區永久性居民。因此耀漢屬“香港中國同胞”。根據“該解釋”第2條，耀漢是中國公民，故有權領取香港特區護照。
潘大律師亦提出了“其父母代其申請不能認爲是其自願”的論點，但未獲法庭接納。法庭的裁決是：
80. 但耀漢是在德國出生及定居，從1991年3月至2000年1月之10年期間，除了1994， 1995及1997年外，耀漢每年都有訪港，但每次都是短暫逗留，亦沒有任何證據顯示耀漢打算在香港定居。

81. 目前耀漢的身分可稱之為“海外華僑”或“海外中國同胞”，或“德國中國同胞”。但他並不是“香港中國同胞”。他並非在香港定居，故“該解釋”對耀漢不適用。他仍然受《中國國籍法》第九條的規範。

### 上訴法庭論點
謝耀漢隨後提出了上訴，其代表律師潘大律師進一步稱：
7. 申請人代表潘大律師在上訴理由中稱，申請人是香港居民，是中國公民。他沒有自願加入或取得德國國籍。因此，《中國國籍法》第9條不適用於申請人的個案。潘大律師指「全國人民代表大會常務委員會關於《中華人民共和國國籍法》在香港特別行政區實施的幾個問題的解釋」（以下簡稱「人大解釋」），適用於香港居民中的中國公民，而根據該解釋，香港居民中的中國公民不會因持有外國護照在香港及中國其他地區獲得外國領事保護，即是他們的外國國籍不會獲得承認。香港居民中的中國公民不會因加入外國國籍而喪失中國國籍，不再是中國公民。因此，申請人的德國國籍不論他如何取得，是不會影響他具有的中國公民資格。大律師又稱，入境處處長同意中國國籍第9條不適用於申請人父母，沒有因為他們加入德國國籍而不承認他們是中國公民及沒有因此不批准或註銷他們的護照。申請人代表大律師不明白入境處處長卻要爭論這條文適用於申請人。

8. 潘大律師同意如果他以上的論據成立，這是足以推翻楊法官的裁決及入境處處長的決定。
上訴法庭援引了大量法律著作，包括李雙元和蔣新苗主編的《現代國籍法》、張勇及陳玉田的《香港居民的國籍問題》。其援引的最重要的文件是全国人民代表大会常务委员会法制工作委员会副主任喬曉陽先生於常務委員會第十九次會議上，就人大解釋的草案說明。喬曉陽說:
14. 全國人大常委會法制工作委員會副主任喬曉陽先生於常務委員會第十九次會議上，就人大解釋的草案說明該解釋第1條是「在《中國國籍法》有關規定的基礎上作了更明確的解釋」。而國務院港澳辦公室副主任王鳳超先生在1997年4月4日的研討會上亦說明了人大解釋的背景：「考慮到香港實際存在的特殊情況，為了平穩過渡，去年五月，全國人大常委會採納了特區籌委會的建議，對中國國籍法在香港實施的問題做出了具有法律效力的解釋。規定凡在中國領土出生的具有中國血統人士都具有中國國籍，他們所持有的外國護照將被視為旅行證件供外出旅行繼續使用。如果有些持有外國護照的人願意以外國公民身份在香港居住，可以憑有效的證明文件向特區入境處申報變更國籍。這樣規定，明確了所有香港中國同胞都是中國公民，同時也給予了他們自願選擇以何種身份在香港居住的機會。」
基於這些論點，上訴法庭判決：
22. 喬曉陽先生就人大解釋第5條的草案，亦作出以下的說明：「為照顧和方便香港中國公民變更國籍的實際需要和願望，草案第 五 條對國籍法中有關國籍變更的規定作出了變通解釋，規定具有中國血統的香港居民如自願加入外國國籍，以外國公民的身份在香港定居，可隨時憑有效証件向特別行政區受理國籍申請的機關申報，要求變更國籍。這一規定簡化了變更國籍的法律手續。」「有關香港居民中的非中國籍人士申請加人中國國籍的問題，國籍法已有明確規定。對這類申請，香港特別行政區受理國籍申請的機關可根據國籍法以及本解釋的有關規定予以處理。」
23. 由此可見，人大解釋是因香港的特殊情況，制定與《中國國籍法》不相同的及只適用於香港的變更國籍規則，避免持有外國護照的香港中國公民，因《中國國籍法》第9條的實施，自動喪失中國國籍。在新的規則下，香港中國公民只有在入境處申請變更國籍，獲得批准後，才不再具有中國國籍。 
24. 申請人從沒有提出過申請變更他的中國國籍。由於人大解釋，他可以保留德國國籍，不影響他的中國國籍，他仍然是香港居民中的中國公民，完全符合解釋第1條的規定。他亦完全符合 《香港特別行政區護照條例》 的中國公民條件。
25. 基於以上原因，入境處處長不能註銷申請人的香港特別行政區護照。本庭接納申請人的上訴，將原判擱置，及將入境處處長的裁決撤銷。

## 論點
由於本案再無上訴，上訴法庭的判決是最終判決。上訴法庭確立的論點是：
- 人大解釋是因香港的特殊情況，制定與《中國國籍法》不相同的及只適用於香港的變更國籍規則，避免持有外國護照的香港中國公民，因《中國國籍法》第9條的實施，自動喪失中國國籍。在新的規則下，香港中國公民只有在入境處申請變更國籍，獲得批准後，才不再具有中國國籍。
- 人大解釋確立了兩類人是中國公民，一類是本來就符合《中華人民共和國國籍法》的中國公民，另外一類是在中國領土（含香港）出生及具有中國血統的香港居民，不論其是否符合該法訂明的條件。

### 進一步援引
在勞亨順訴入境處處長案中，本案再次被援引，但與《國籍法》第九條無關。該案進一步確認的論點是：
19. The NPC Explanations are part of the PRC Nationality Law as implemented in the HKSAR and have the same effect as the PRC Nationality Law itself: see Tse Yiu Hon Patrick (an Infant) v HKSAR Passports Appeal Board , CACV 351/2001 (28 January 2002), at paragraph 16 per Leong CJHC (giving the judgment of the Court of Appeal).
譯：人大《解釋》是在香港特區實施的《中華人民共和國國籍法》的一部分，且與該法本身具有同等效力。參見謝耀漢訴香港特別行政區護照上訴委員會及另一人案，CACV 351/2001 (2002年1月28日)，第16段，梁高等法院首席法官（為上訴法庭所作判決）。